# Городское поселение посёлок Нижний Куранах
Городско́е поселе́ние посёлок Нижний Куранах — муниципальное образование в Алданском районе Якутии Российской Федерации.
Административный центр — пгт Нижний Куранах.

## История
Статус и границы городского поселения установлены Законом Республики Саха (Якутия) от 30 ноября 2004 года N 173-З N 353-III «Об установлении границ и о наделении статусом городского и сельского поселений муниципальных образований Республики Саха (Якутия)»

## Население
| 2011  | 2012  | 2013  | 2014  | 2015  | 2016  | 2017  |
| ----- | ----- | ----- | ----- | ----- | ----- | ----- |
| 6790  | ↘6747 | ↘6692 | ↘6559 | ↘6490 | ↘6299 | ↘6172 |
| 2018  | 2019  | 2020  | 2021  | 2023  |       |       |
| ↘6077 | ↘5950 | ↗6001 | ↗6151 | ↘6020 |       |       |

## Состав городского поселения
| № | Населённый пункт | Тип населённого пункта      | Население |
| - | ---------------- | --------------------------- | --------- |
| 1 | Верхний Куранах  | село                        | ↘432      |
| 2 | Нижний Куранах   | пгт, административный центр | ↘5418     |
| 3 | Якокит           | село                        | ↘201      |